# Robert Clive Bridgeman, 2nd Viscount Bridgeman
The Honourable Robert Clive Bridgeman, 2nd Viscount Bridgeman KBE, CB, DSO, MC, JP, britanski general, * 1. april 1896, † 17. november 1982.